# Institutet för stressmedicin
Institutet för stressmedicin (ISM) är ett kunskapscentrum och en tvärvetenskaplig forsknings- och utvecklingsverksamhet inom Västra Götalandsregionen. ISM bedriver forskning, utvecklingsarbete och kunskapsspridning inom områdena förebyggande och hälsofrämjande arbetsmiljöarbete, psykisk hälsa i arbetslivet och behandling och prevention av stress.
Institutet fungerar bland annat som expertresurs inom Västra Götalandsregionen och arbetar tillsammans med den interna företagshälsovården med att bidra till att förbättra det förebyggande och hälsofrämjande arbetsmiljöarbetet inom regionens verksamheter.
Institutet har ett särskilt uppdrag att sprida kunskap både inom regionens verksamheter, som domineras av hälso- och sjukvård, och mot det omgivande samhället. Särskilda målgrupper för institutets verksamhet är beslutsfattare, chefer, HR-funktioner samt professioner inom hälso- och sjukvård och företagshälsovård.
Institutet arbetar mångdisciplinärt och har medarbetare med bakgrund inom bland annat arbets- och miljömedicin, arbetsvetenskap, folkhälsovetenskap, fysiologi, Human Factors ([Människa-teknik-organisation), medicin, personalvetenskap, psykologi, psykiatri, statistik, statskunskap och vårdvetenskap och hälsa.

## Organisation
ISM tillhör Västra Götalandsregionen och sorterar tillsammans med företagshälsovården Hälsan och Arbetslivet, under förvaltningen Hälsan och Stressmedicin. Förvaltningen leds av en politisk styrelse.
Verksamhetschef är Ingibjörg Jonsdottir.

## Historia
Institutet för stressmedicin inrättades 2002 genom ett femårigt samarbetsavtal mellan Västra Götalandsregionen och Västra Götalands läns allmänna försäkringskassa (sedan 1 januari 2005 en del av Försäkringskassan). Till grund för etableringen låg även ett statligt ekonomiskt stöd som ingick i regeringens elva-punktsprogram mot ohälsa inom den offentliga sektorn. ISM leddes under de första åren av en styrelse bestående av politiker och tjänstemän från Västra Götalandsregionen, Försäkringskassan och Sahlgrenska akademin.
Från 2004 till 2016 bedrevs inom ISM en mottagning för patienter med svåra stressrelaterade utmattningstillstånd. Patientmottagningen bedrivs sedan 2016 med en delvis annan inriktning inom Sahlgrenska universitetssjukhuset.
Hösten 2005 disputerade den första doktoranden med huvudhandledare vid ISM.
Hösten 2007 gjordes en utvärdering av ISMs verksamhet som låg till grund för ett beslut om att inrätta ISM som en permanent verksamhet från och med 2008 med Västra Götalandsregionen som ensam huvudman.  
Chefer för institutet har varit:
- Ingibjörg Jonsdottir 2015 –
- Gunnar Ahlborg 2005 - 2015
- Peter Währborg 2002 - 2004

## Forskningsområden
Forskning bedrivs inom bland andra följande områden:
- Aktivitetsbaserade arbetssätt inom vårdmiljöer och kontor
- Arbetsmiljön inom förlossningsvården
- Biologiska effekter av stress
- Chefers förutsättningar att stödja medarbetare med psykiska besvär
- Kognitiv ergonomi och arbetsmiljö kopplad till digitalisering
- Kompetensförsörjning och orsaker bakom hög personalomsättning inom hälso- och sjukvård
- Organisatoriska förutsättningar för chefskap
- Organisatoriska och sociala frisk- och riskfaktorer i arbetsmiljön
- Orsaker till stressrelaterad utmattning och faktorer påverkar tillfrisknande och återgång till arbete
- Psykisk hälsa i arbetslivet
- Styrning, ledning och administrativa processer inom hälso- och sjukvård
- Systematiskt arbetsmiljöarbete kring sociala och organisatoriska arbetsförhållanden
- Utveckling av mätmetoder och mätinstrument inom arbetsmiljö
- Vården av patienter med utmattningssyndrom i primärvården